# Ben (artiste)
Pour les articles homonymes, voir Ben et Vautier.
 (juin 2022).
 (juin 2022).
Si vous disposez d'ouvrages ou d'articles de référence ou si vous connaissez des sites web de qualité traitant du thème abordé ici, merci de compléter l'article en donnant les références utiles à sa vérifiabilité et en les liant à la section « Notes et références ».
Benjamin Vautier, dit Ben, né le 18 juillet 1935 à Naples (Italie) et mort le 5 juin 2024 à Nice (France), est un artiste franco-suisse.
Il acquiert la notoriété à partir de la fin des années 1960 notamment grâce à ses œuvres fondées sur ses « écritures », qu’il décline sous diverses formes. Inscrit dans l’Avant-garde artistique post-moderne, Ben est membre du mouvement Fluxus et entretient des liens avec le lettrisme. Son travail se caractérise par des performances, des installations et des inscriptions manuscrites aux messages souvent provocateurs ou philosophiques.

## Biographie

### Jeunesse
Benjamin Vautier naît le 18 juillet 1935 à Naples, de mère irlandaise et occitane, et de père suisse romand. Il est l'arrière-petit-fils du peintre Marc Louis Benjamin Vautier. Il vit les cinq premières années de sa vie à Naples.
Après la déclaration de la Seconde Guerre mondiale en 1939, Ben et sa mère multiplient les voyages : Suisse, Turquie, Égypte, Italie, pour s’installer enfin à Nice en 1949. Il étudie à l’école du Parc Impérial et à la pension du collège Stanislas. Sa mère lui trouve un travail de garçon de courses à la librairie Le Nain bleu, puis lui achète une librairie-papeterie. À la fin des années 1950 il la vend pour ouvrir une échoppe, rue Tonduti de l'Escarène, dont il transforme la façade en accumulant quantité d’objets et dans laquelle il vend des disques d’occasion.
Rapidement, sa boutique devient un lieu de rencontres et d’expositions où se retrouvent les principaux membres de ce qui deviendra l’École de Nice : César, Arman, Martial Raysse et bien d'autres. De nombreux thèmes sont abordés lors de discussions : philosophie, théologie et économie. Proche d’Yves Klein et séduit par le Nouveau réalisme, il est convaincu que « l’art doit être nouveau et apporter un choc[réf. nécessaire]. »

### Carrière
En 1955, fasciné par la banane, il réalise une série de dessins qui marquent le commencement de ses recherches graphiques. En 1959, il commence ses « sculptures vivantes » : il signe[pas clair] des gens dans la rue, ses amis, des membres de sa famille.
Au début des années 1960, plusieurs artistes tentent de s'approprier le monde en tant qu'œuvre d'art. Ben va signer tout ce qu'il trouve : « les trous, les boîtes mystères, les coups de pied, Dieu, les poules, etc. », reliant l'art et la vie, expliquant que tout est art et que tout est possible en art. Il rejoint le mouvement Fluxus en octobre 1962, à la suite d'une rencontre avec George Maciunas à Londres. Entre 1960 et 1963, il développe la notion d'appropriation, du tout est art et du tout possible en art. Débute alors sa série des Tas, entassant de la terre et des déchets sur des terrains, et les signant.
En 1965 dans son magasin, il crée une galerie de trois mètres sur trois dans la mezzanine : « Ben doute de tout. » Il y expose Martial Raysse, Albert Chubac, Daniel Biga, Marcel Alocco, Bernar Venet, Serge Maccaferri, Serge III, Sarkis, Robert Filliou, Christian Boltanski, etc.

En 1972, à la demande d'Harald Szeemann, il participe à la Documenta 5, où il retrouve entre autres Robert Filliou, Marcel Broodthaers, Giuseppe Chiari, Joseph Beuys. En 1977, l'exposition collective « À propos de Nice » inaugurant le Centre Georges-Pompidou est une sorte de reconnaissance parisienne aux recherches effectuées et mûries hors capitale par l'École de Nice. Dans la préface du catalogue, Pontus Hultén, qui confie la préparation de l'évènement à Ben, écrit : 

« L'art contemporain n'aurait pas eu la même histoire sans les activités et les rencontres qui eurent lieu dans la région niçoise. »

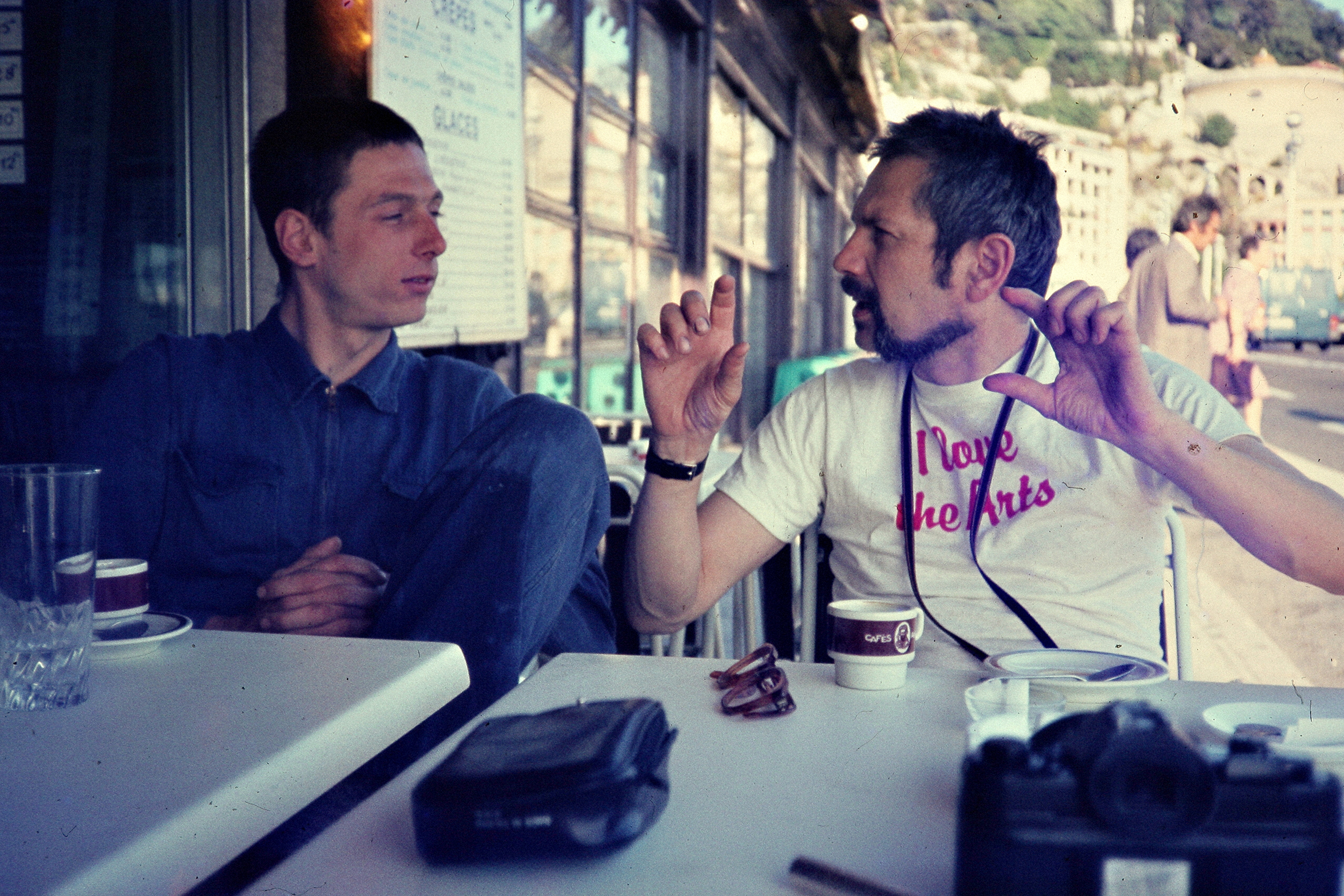
Ben Vautier (à droite) à Nice en 1982.

Au début des années 1980, au retour d’une année passée à Berlin à la Deutscher Akademischer Austauschdienst grâce à une bourse, il rencontre de jeunes artistes : Salomé, Luciano Castelli, Helmut Middendorf et les membres de la Violent Painting allemande. À son retour à Nice, il organise avec Marc Sanchez une exposition-échange entre ce qu’il nomme la figuration libre française (Patrick Lanneau, entre autres) et les jeunes peintres allemands. Sont alors exposés dans sa maison à Saint-Pancrace Robert Combas et Hervé Di Rosa, et à la galerie de la Marine à Nice, François Boisrond et Rémi Blanchard, entre autres.
Très impliqué dans l'art contemporain, il soutient depuis toujours de jeunes artistes et donne son point de vue sur toute l'actualité, qu'elle soit culturelle, politique, anthropologique ou artistique, dans ses lettres d'information régulières et prolixes.

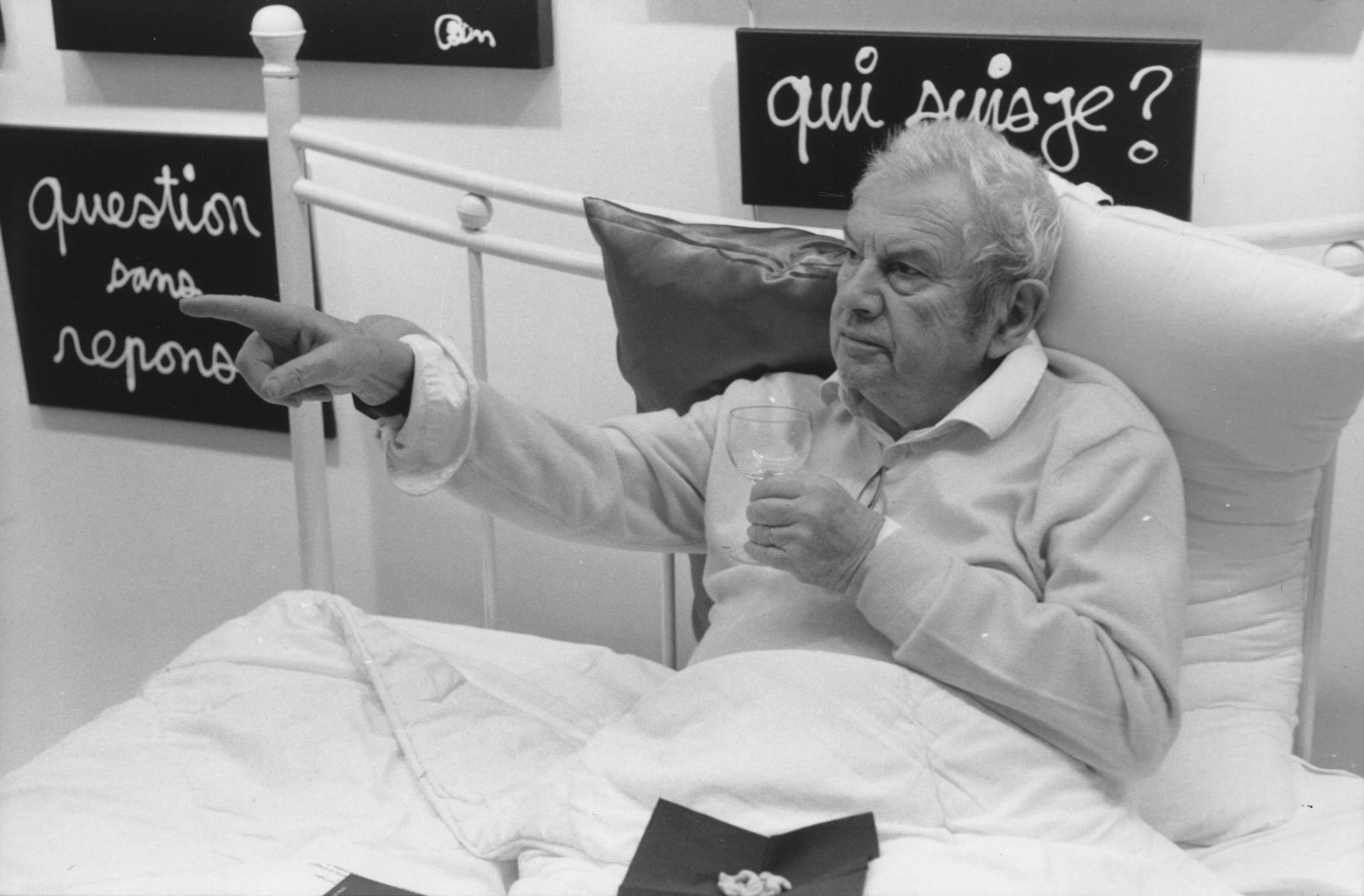
Benjamin Vautier en 2019 par Olivier Meyer.

Ses œuvres sont présentes dans de grandes collections privées et publiques du monde, notamment le MoMA de New York, le Walker Art Center de Minneapolis, la galerie d'art de Nouvelle-Galles du Sud de Sydney, le Museum Moderner Kunst Stiftung Ludwig Wien de Vienne, le musée d'Art contemporain d'Anvers d’Anvers, le Stedelijk Museum d'Amsterdam, le musée d'Art de Soleure, le musée national d'Art moderne du Centre Pompidou à Paris, le musée d'Art moderne et d'Art contemporain de Nice, le musée d'Art contemporain de Marseille, le musée d'Art contemporain de Lyon.
En 2022, le MUAC de Mexico présente une exposition de son travail, organisée par Ferran Barenblit en tant que commissaire.
Il est représenté par la galerie Daniel Templon, à Paris et Bruxelles, et par la galerie Lara Vincy, à Paris.

### Vie privée
Marié avec Annie Baricalla en 1964, il eut deux enfants, Éva Cunégonde et François Malabar. Suivant son credo "Je crois que l'art est dans l'intention et qu'il suffit de signer", il signe les trous, les boîtes mystères, les coups de pied, Dieu, les poules… et, en 1965, il « signe » sa propre fille, Éva Cunégonde, alors âgée de trois mois.
Depuis 1975, il vivait et travaillait sur les hauteurs de Saint-Pancrace, colline niçoise.

### Mort
Le 5 juin 2024, à 88 ans, Ben se suicide par balle à son domicile à Nice,, le lendemain du décès de son épouse emportée par un AVC,.
Moins d'un mois après la mort de Ben, le 28 juin 2024, le collectionneur d'art et galeriste Jean Ferrero met en vente aux enchères à l'hôtel Drouot un large choix d'œuvres de son ami Ben.

#### Réactions et hommages
La ministre de la Culture Rachida Dati déplore la perte d'« une légende », le président Emmanuel Macron salue sa mémoire, et le maire de Nice Christian Estrosi annonce que « la ville lui rendra hommage à la hauteur de son génie ». Dans la nuit du 5 au 6 juin, une dizaine d'artistes niçois peignent une fresque en son hommage. Durant les deux semaines suivant la mort de Ben, Nice met à disposition un espace dans la cour de l'hôtel de ville pour laisser des messages d'hommages, puis le 13 juin, un hommage public lui est rendu sur la promenade du Paillon.

### Décoration
- Officier de l'ordre des Arts et des Lettres

## Méthode
S'inscrivant dans le contexte post-Marcel Duchamp, et influencé par John Cage, George Maciunas, Dada et Isidore Isou, posant la question « Que faire après Duchamp ? », Ben choisit pour atelier le monde entier. De 1963 à 1967, il écrit dix films conceptuels. Le premier était une déclaration-affiche collée sur les murs de Nice et de Cannes au moment du Festival de Cannes.

### Les écritures
En 1953, sa première peinture de mots semble être « Il faut manger. Il faut dormir », simple affirmation de la vie. Cette simplicité véhicule cependant un concept fort : Ben produit un art de l'idée, bien avant le début de l'art conceptuel tel qu’il est défini dans la plupart des livres spécialisés. Ben cherchait à l’époque de nouvelles formes artistiques, pour parler de l’art et du monde de l’art. Il a ensuite développé à travers ses écritures des thèmes nombreux et variés (l’ego, le doute, la mort, le sexe, la nouveauté, l’argent…). Les phrases que Ben écrit peuvent être des vérités, des commentaires (sur le monde, l’actualité), des scénarios, des invectives (au public, au monde de l’art), des constatations… Apparaissant brusquement dans le champ visuel du spectateur, elles arrachent un sourire, et donnent souvent matière à penser. Ben a pu faire connaître cette partie de son œuvre auprès d'un très large public, notamment grâce à leur reproduction sur divers supports destinés aux étudiants tels que des agendas, des stylos, des trousses.

### La signature
ll commence à signer[pas clair] en 1958 : des tableaux, des gens, des photos. Ben se dit alors que si l'art n’est qu’une question de signature, alors pourquoi ne pas faire un tableau avec juste sa propre signature. Travaillant sur les concepts du moi, de l'ego et de l’identité de l'artiste, Ben « semble dire qu'étant donné que, pour le public, l'art est synonyme de la signature de l'artiste, plus elle est visible, plus c’est cette œuvre que le public voudra. […] En même temps, Ben parle de l'ego/moi et de l’importance de l’autoréférence en art, de l’exploration du moi et de l’ego – à la fois subjectivement et en tant que sujet. » Son manifeste « Moi Ben je signe » en 1960 montre la radicalité de sa démarche.

### Les gestes / actions
Terre à terre, les gestes de Ben se rapprochent des events de George Brecht. Ils sont appelés également « actions ». Ses premiers gestes datent de 1960, théorisés dans le cadre de ce qu’il appelle des « appropriations ». D'abord peu documentés, ils sont ensuite photographiés et titrés, sur un support le plus souvent noir, avec une description succincte. Ces gestes donnent à voir de petites actions a priori banales, quotidiennes, peu spectaculaires, que Ben met en avant, dans un esprit Fluxus.

### Les performances
Rejouant les codes des happenings et performances développés aux États-Unis dans les années 1950 (Black Mountain College, Allan Kaprow), Ben mêle vie et art à partir des années 1960 pour produire des performances appelées « Vomir », « Hurler », ou « Dire la vérité », qu’il réalise près de son magasin rue Tonduti de l’Escarène ou dans les rues de Nice, prévenant ou non le public.

## Communication

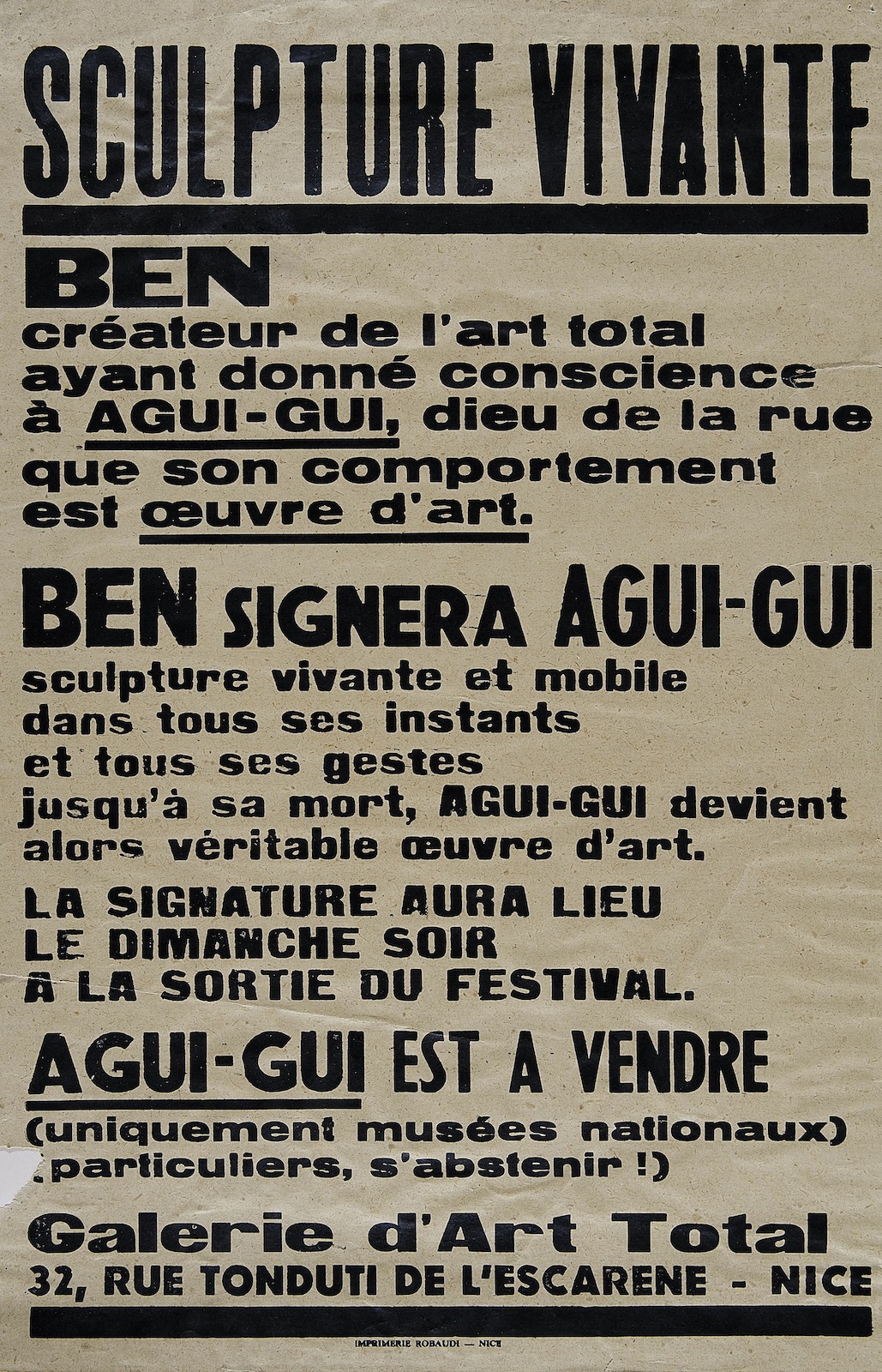
1959 Signer le corps humain.

### Les tracts
Pour informer sur ses performances et happenings, sur les évènements relatifs à ses débats, Ben distribue des tracts à partir de 1955 sur la voie publique. Partant d’une envie de communiquer sur ce qu’il fait, et d'attirer un public, les tracts sont également le lieu d’un discours, d’une attitude, d'une position sur l’art.

### Les revues
Les revues qu’il a publiées tout au long de sa carrière visent le même but. La Revue Tout, dont le bureau est installé en 1965 sur le trottoir du Magasin, est constituée de remarques, placées dans diverses rubriques, dont celles intitulées J’aime et J’attaque.

### Les lettres d'information
Ben tient un billet d’information depuis 1958 qu’il a d'abord diffusé en ronéo, puis par la poste, ensuite par fax et enfin sous le titre de « newsletter » par courriel. Ces billets constituent une œuvre d’art à part entière[pourquoi ?]. L’artiste y parle de tout : de l’actualité à Nice, en France et ailleurs, du monde de la culture et de l’art, des gens qu’il rencontre…

### L'art postal
Partant d’un besoin important de communiquer avec les autres, Ben décide dans les années 1960 d'écrire aux institutions, à d'autres artistes, à ses amis, des cartes postales. Dans ces courriers, se mêlent théorie, poésie, appropriations et mégalomanie. Ben a ainsi participé à toute une mouvance appelée art postal, où l'action artistique consistait à tenir une correspondance, pratique donnant lieu à des échanges dans lesquels la liberté totale de création est proclamée. Voulant échapper à toute forme de sacralisation et d’institutionnalisation dans un désir d’exister en dehors du marché de l'art, l'art postal est à l’époque de son essor, dans les années 1960-1970, un acte gratuit. Dans tous les cas le côté ludique du Mail-Art est bien perceptible : clin d’œil coloré aux artistes correspondants, utilisation de tampons et de timbres personnels hors normes, surprise pour le destinataire final de découvrir une « lettre » extraordinaire. Ben a réactivé sa démarche du Mail Art récemment, déclarant dans sa newsletter du 20 janvier 2008 intitulée « La vie continue » : « J’ai l'impression qu'en art, le mail-art récupère un second souffle. Ces milliers de petites idées qui circulaient grâce à la poste, les lettres de Boltanski et Ray Johnson contiennent autant de créativité qu’'une sculpture de Lavier. »

### Les débats de Ben
Les débats, organisés depuis ses débuts, font partie intégrante de l’œuvre de Ben. Des débats intitulés les « pour ou contre » débutent en 1974 dans la propre maison de Ben à Saint-Pancrace, rebaptisée « Chez Malabar et Cunégonde ». Ils ont été organisés dans différents lieux, dans Nice jusqu’en 2011, au cours de vernissages, et de manifestations artistiques. Au tout début, c'est dans son magasin, renommé Le laboratoire 32 (ensuite devenu Galerie Ben Doute De Tout en 1965) que les débats ont lieu. Au fil des années, il s’installe successivement dans des endroits qu’il renomme également, comme La Fenêtre en 1973, La Différence en 1981, Le Centre du monde en 1999, L’Espace à débattre en 2011.

### La photographie
Ben utilise le médium photo d’abord comme trace, comme documents pour ses gestes, ses performances, ses actions, puis comme élément dans des installations, souvent en association avec des écritures.

### Engagement

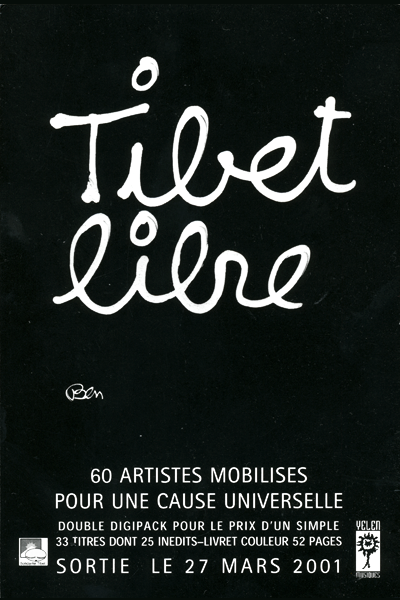
Tibet Libre, 2001, par Ben.

Ben s'est engagé pour un Tibet libre, il réalisa une œuvre pour illustrer un double CD intitulé « Tibet libre » produit au profit de l'association Solidarité Tibet.

## Ben et Fluxus

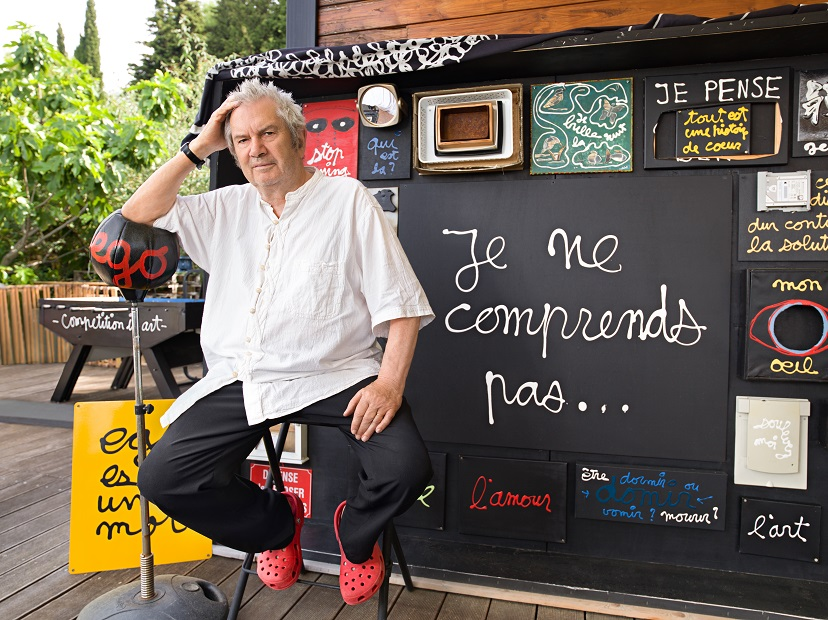
Ben Vautier dans son atelier de Nice (2016).

Il rejoint le mouvement Fluxus en octobre 1962, après sa rencontre à Londres au Festival of Misfits avec George Maciunas, qui lui parle des happenings silencieux de John Cage et du geste de boire un verre d’eau de George Brecht. Ce festival est le lieu d’une explosion radicale de l’avant-garde européenne et américaine. Ben s’y expose dans une chambre fermée pendant 15 jours. S’y trouvent également Robert Filliou, Daniel Spoerri, Emmett Williams, Addi Lopcke et Robin Page, qui sont tous devenus par la suite des membres importants de Fluxus. À son retour de Londres, Ben commence à rassembler certains artistes autour de lui et en 1963 il invite George Maciunas à venir à Nice, où il a préparé une série d’évènements Fluxus. Le 25 juin, il se rend au marché aux puces et signe tous les objets qui y sont achetés : «Ben sous Duchamp». Un festival Fluxus est organisé à Nice entre le 27 juillet et le 4 août 1963 dans lequel Ben signe la ville de Nice et la mort, déclarant que toute personne décédée pendant la durée du festival serait considérée comme une œuvre d’art de Ben. Anarchique mais contrôlé, provocateur mais réussi, ce festival marque le début de la relation Ben / Fluxus. Il organise par la suite de nombreux concerts Fluxus à Nice au Théâtre de l’Artistique et dans la rue ainsi qu’à Paris, invité par Jean Jacques Lebel au Centre américain d'art et de culture. Il se rend en 1964 à New York sur invitation de George Maciunas pour participer à du théâtre de rue au cours d’un festival. Au début de sa collaboration avec Fluxus, il envoie trois bobines de film à George Maciunas, compilant son œuvre cinématographique. Quelques-uns de ces films sont choisis pour être inclus dans la Fluxfilm Anthology, comme « La traversée du port de Nice à la nage tout habillé » ou « Soulever et tenir une commode ».
Ben diffuse alors les idées et l'esprit Fluxus en France et devient le défenseur d'un art d'attitude, repensant les limites — ou les non-limites — de l’art.

## Discours

### La nouveauté
La théorie de la nouveauté de Ben est une théorie qu’il a alimentée et discutée depuis le début de sa carrière démontrant qu'en art ce n'est pas le beau ou le laid qui comptent, mais d'apporter du nouveau. En 1959, il énonce que tout est nouveau et que tout est possible en art. Cette constante recherche du nouveau marque toute sa carrière, de façon presque obsessionnelle.

### L’ego
Un de ses thèmes de réflexion favoris, car comme il le dit, il l'a juste en face de lui et même en lui. Sa théorie de l’ego rejoint sa théorie générale de l’art qui est que toute vie est survie et que l’ego est une forme de survie. Cultiver son ego, avec humour, lui permet ainsi de survivre.

### Les ethnies
Selon Ben, le monde devrait être pluriculturel. En 1962, il rencontre François Fontan et découvre sa théorie sur les ethnies : une vision multiculturelle du monde dans laquelle chaque peuple possède sa contemporanéité et sa créativité. Il participe à la rédaction de La Clef, atlas ethnolinguistique, notamment rédigé par des membres et sympathisants du Parti nationaliste occitan. Ben soutient l’Occitanie Libre. Il est l'auteur de la couverture d'un l'album du groupe catalan de Perpignan Blues de picolat. Il est contre le «génocide» linguistique, contre la suppression des groupes linguistiques par les puissances dominantes. Un engagement qu’il entretient également sur son site internet depuis 1996.

### Le doute
Le doute est un autre aspect fondamental chez Ben. Ben n'a pas peur de dire les choses et de douter de tout, il ne mâche pas ses mots. Il traduit souvent en plusieurs langues ses phrases, pour toucher un plus grand nombre de personnes. Sa calligraphie un peu naïve lui permet de bouleverser nos certitudes avec une grande simplicité. Il commence d'ailleurs souvent ses phrases par « En vérité ».

## Œuvres

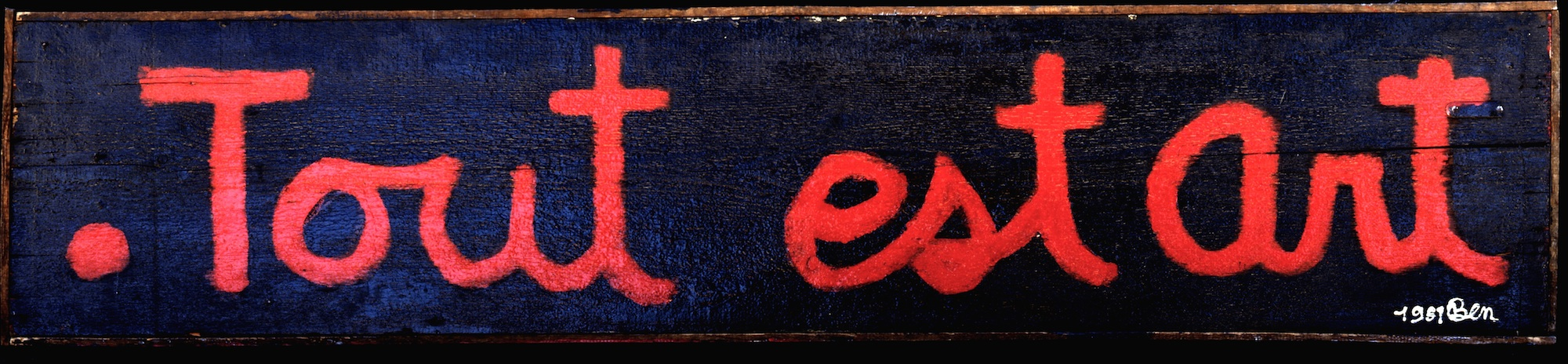
Ben, 1961.

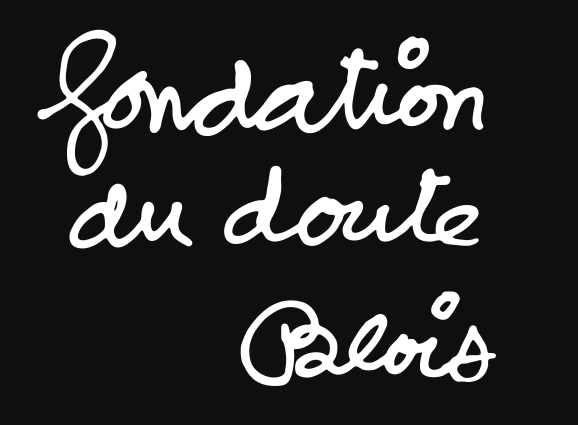
Porté par Ben depuis 2013, Blois.
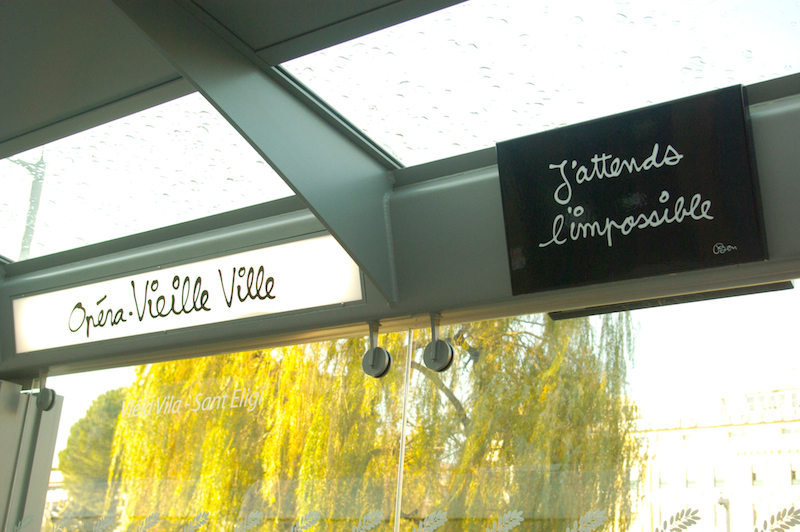
Réalisé en 2008 à Nice.

### Du magasin à la maison: l'œuvre

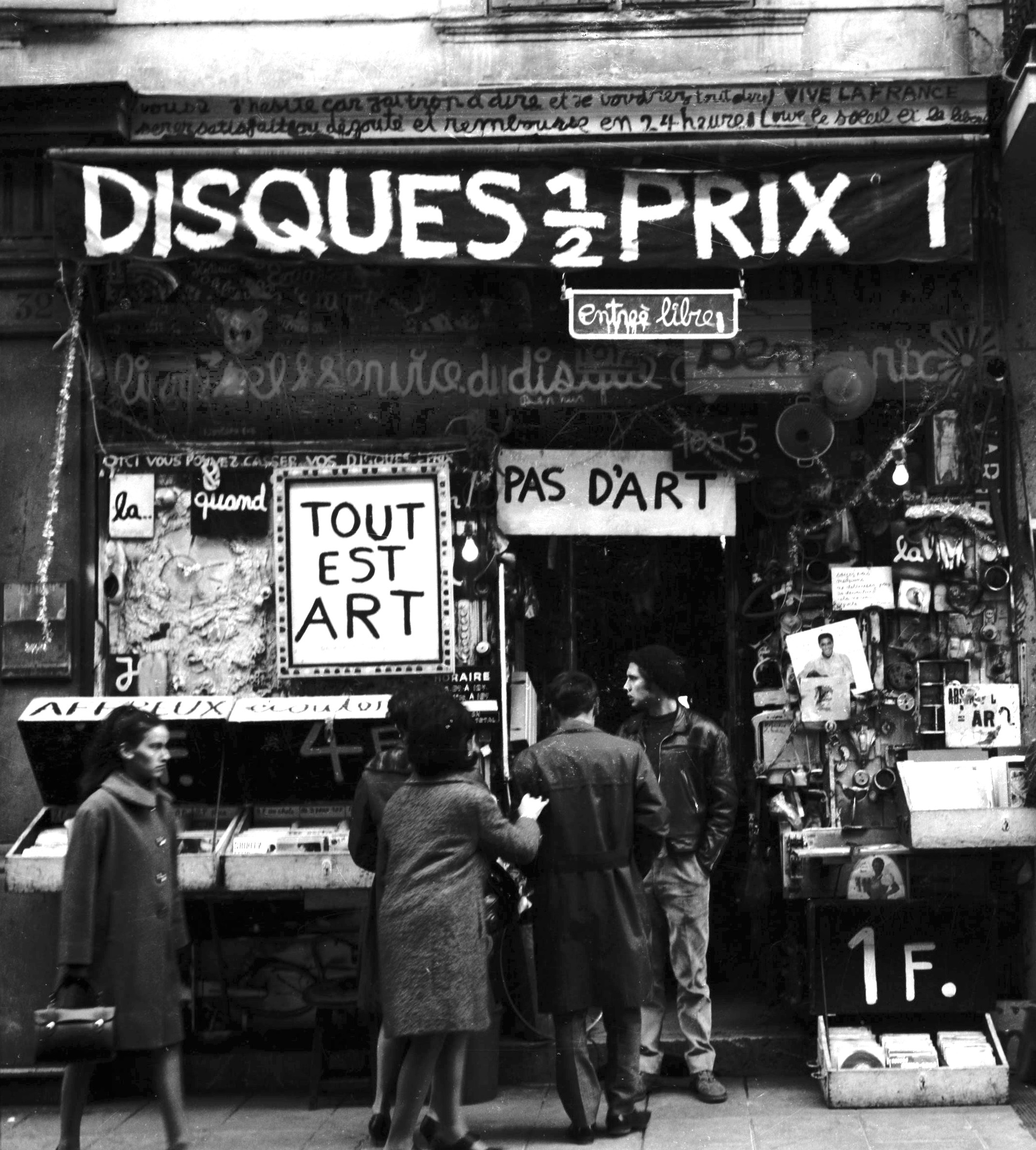
Le magasin en 1958.
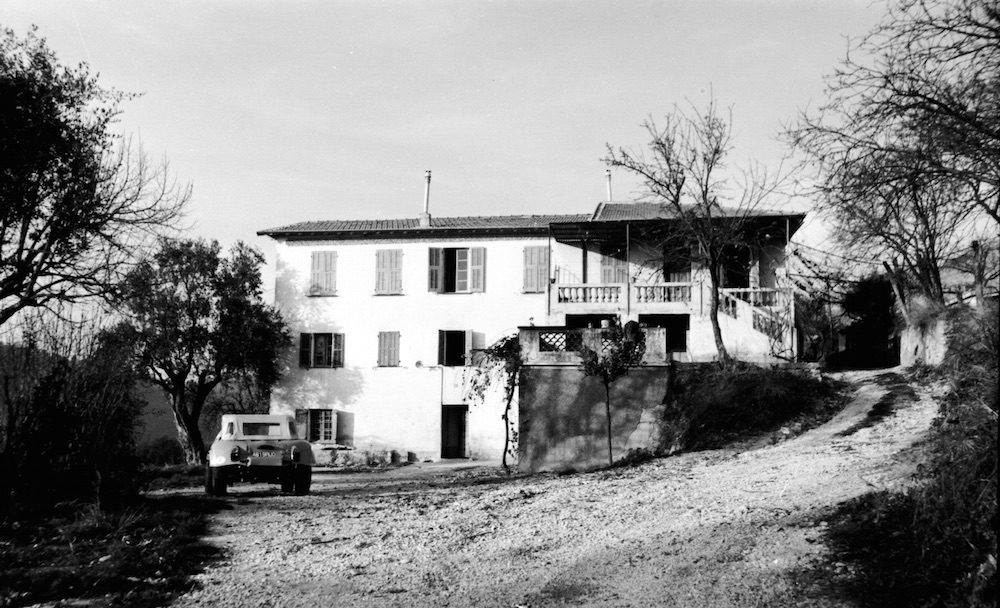
La maison en 1972.
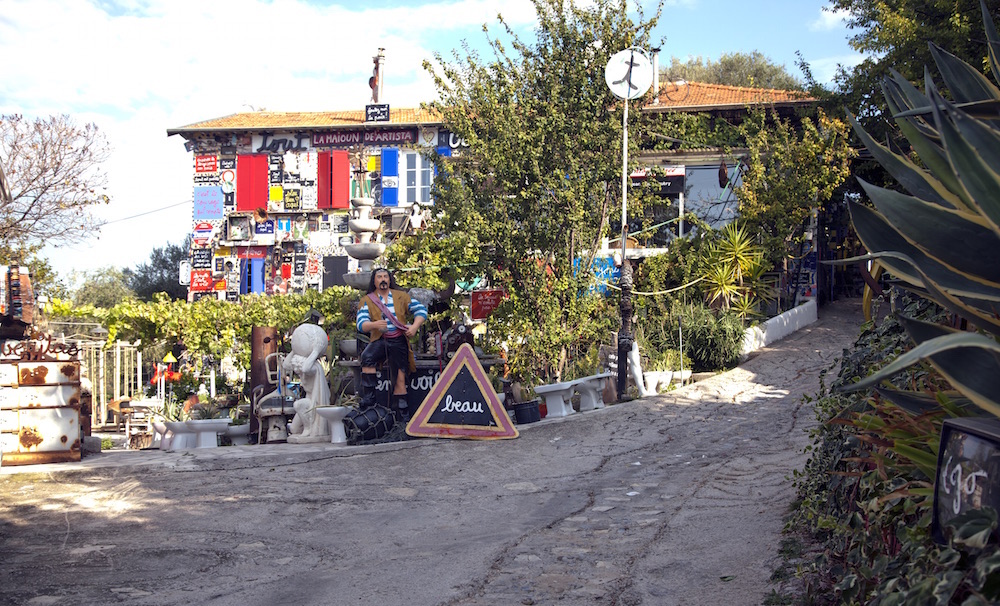
La maison en 2012.

En 1958, il ouvre à Nice une petite boutique de disques d’occasion, Laboratoire 32 (alias « Le Magasin ») dont il décore la façade d’une multitude d’objets hétéroclites. En 1965, il crée une galerie sur la mezzanine du magasin, qu’il nomme « Ben doute de tout ». Jusqu'en 1973, son échoppe est un lieu de rencontre pour tous les jeunes artistes « qui font du nouveau ».
En ce début des années 1970, il achète une maison sur les hauteurs de Nice, dans laquelle il habitera jusqu'à sa mort. Cette demeure devient elle aussi le support d'une accumulation impressionnante d'objets chargés d'esprit, d'humour et de force inspiratrice pour l'artiste. Œuvre d'art en elle-même, la maison est à la fois lieu de vie, lieu de création et parfois lieu de débats et de rencontres.
En 1974, le futur musée national d'Art moderne du Centre Pompidou fait l'acquisition du magasin avec un ensemble d’autres œuvres. Il sera restitué comme à son origine. « En vérité du temps du Magasin, j’étais heureux debout dans la rue à vendre des disques d’occasion et à regarder passer les filles. »

### La Fondation du doute
Portée par l'artiste Ben, La Fondation du doute à Blois (France) est un musée et un centre d'art centré sur le mouvement Fluxus.
Le Mur des mots est une commande publique de la Ville de Blois et du ministère de la Culture et de la Communication passée à Benjamin Vautier et inaugurée en 1995. L'Artiste y a rassemblé ses principaux tableaux-écritures des années 1960 aux années 1990, reproduits sur près de 300 plaques émaillées fixées sur une des façades. Sur ce mur de 30 mètres de long et 12 mètres de haut, Ben multiplie les sentences sur l'art, la vie, les choses.

### Il faut se méfier des mots
Créée à Paris en 1993 sur un mur d'immeuble de la place Fréhel dans le 20e arrondissement, l'œuvre Il faut se méfier des mots se compose de deux travailleurs en fac-similé mettant en place un immense tableau noir sur lequel est inscrit « Il faut se méfier des mots ».

### Le Hall de la Cogitation
Installation réalisée en 1999 dans le hall de la faculté de médecine de Nice, composée de 60 citations sur films adhésifs sur plaques de marbre.

### Le Tas d'esprit
Manifestation créée en 2006 à Paris, dans le quartier de Saint-Germain-des-Prés, à la suite de l'exposition sur Dada présentée au Centre Pompidou. Le titre de la manifestation fait écho à une citation de Nam June Paik «Fluxus est un état d'esprit». Six galeries participeront à l'évènement, dont Christine Phal, Lara Vincy (qui présentera notamment Julien Blaine, Henri Chopin, Denise A. Aubertin, Bernard Heidsieck, Marie Sochor), Marcel Strouk, Marcel et David Fleiss, la Galerie Seine.

### Le tramway de Nice
En 2008, l’artiste répond à une commande de la municipalité afin de réaliser le nom des 42 stations du parcours et placer certaines de ses écritures en blanc sur fond noir.

### Le mont Chauve
En 2013, Ben relègue l’écriture au second plan dans une série de 40 représentations du mont Chauve d'Aspremont qui domine la ville de Nice de sa silhouette caractéristique en dôme. Ben peint le mont Chauve sur différents supports de récupération : panneaux de bois, carton, affiches, œuvres originales sur lesquels il le rajoute, etc. Dans une interview télévisée, Ben a déclaré « Pourquoi les Napolitains ont le Vésuve, Cézanne c'est la Sainte-Victoire, et nous les Niçois, on ne connaît pas notre montagne ! »

## Publications ou illustrations
- Proverbes et Maximes de France et d'ailleurs illustrés par Ben, Maurice Robert Éditeur, Paris, 1965
- Poésie, Prose et Ruminations, Z’éditions, 1997  (ISBN 9782877202107)
- Suicide d’artiste, L’esprit du temps, 2009  (ISBN 9782847951530)
- Les Litanies, Éditions Évidence, 1997  (ISBN 9782912277084)
- Je cherche la vérité, Flammarion, musée d'Art moderne et d'Art contemporain de Nice, 2001  (ISBN 978-2080105929)
- Mes démangeaisons, Éditions Le mot et le reste, 2007  (ISBN 9782915378450)
- Ben ministre des cultures, Éditions Favre, 2013  (ISBN 9782828913090)
- Ben ministre des affaires étrangères, Éditions Favre, 2015  (ISBN 9782828914943)

## Musées et collections publiques
- France
  - Centre national d'art et de culture Georges-Pompidou Paris
  - Musée d'Art moderne de Paris
  - Musée d'Art contemporain de Lyon
  - Musée d'Art moderne et d'Art contemporain de Nice MAMAC
  - Musée d'Art contemporain de Marseille
  - Musée d'Art contemporain du Val-de-Marne (MAC/VAL) Vitry-sur-Seine
  - Musée d'Art moderne de Céret
  - Musée d'Art et d'Industrie de Saint-Étienne
  - Musée Picasso (Antibes)
  - Musée national des Douanes Bordeaux
  - Maison européenne de la photographie Paris
  - Fondation Cartier pour l'art contemporain Paris
  - Musée de l'Objet. Installation permanente Le Mur des mots Blois
  - La Fondation du doute Blois
  - Musée Maillol de Paris. Exposition Tout est art septembre 2016
  - FRAC Région Rhône-Alpes
  - FRAC Région PACA
  - FRAC Nord-Pas-de-Calais
  - FRAC Région Languedoc-Roussillon
  - FNAC Paris
  - Faculté de médecine Nice
  - Fonds départemental d'art contemporain de l'Essonne, domaine de Chamarande
- Étranger
  - Museum of Modern Art New York (États-Unis)
  - Stedelijk Museum Amsterdam (Pays-Bas)
  - Staatliches Museum, Schwerin (Allemagne)
  - Musée Magritte, Bruxelles (Belgique)
  - Musée d'Art et d'Histoire de Genève (Suisse)
  - Musée d'art contemporain MuKHA Anvers (Belgique)
  - Musée Ludwig Cologne (Allemagne)
  - Musée des Beaux-Arts du Liechtenstein Vaduz (Lichteinstein)
  - Musée Kunstmuseum Lucerne (Suisse)
  - Musée Tinguely Bâle (Suisse) retrospective en 2016 Ist alles kunst ?
  - Musée Für Konkrete Kunst Ingolstadt (Allemagne)
  - Musée d'Art Moderne Kampa Prague (République tchèque)
  - Musée Walker Art Center Minneapolis (États-Unis)
  - Musée Vostell Malpartida Caceres (Espagne)
  - Fondation MUDIMA Milano (Italie)
  - Commune de Cologny (Suisse)

## Expositions
- 1970 : « Tout et Rien », Galerie Daniel Templon, Paris, France
- 1971 : « Écritures de 58 à 66 », Galerie Daniel Templon, Paris, France
- 1973 : « La déconstruction », Galerie Daniel Templon, Paris, France
- 1981 : « Ben libre et fou », Musée d'Art et d'Industrie, Saint Etienne, France
- 1983 :
  - « Les écritures », Galerie Daniel Templon, Paris, France ; Matière et transformation, Galerie Fournier, Paris, France
  - « Boîtes et Idées », galerie Lara Vincy, Paris, France
- 1991 : « Une histoire de cul », Galerie Daniel Templon, Paris, France ; Le Forum des Questions de Ben, Centre Pompidou, Paris, France
- 1993 : « Je suis vivant je suis à Nice », MAMAC, Nice, France
- 1994 : « À bas la culture », Galerie Daniel Templon, Paris, France
- 1995 : « Ben, Pour ou Contre », Rétrospective MAC, Marseille, France
- 1996 : « J’ai trop d’idées », galerie Lara Vincy, Paris, France
- 1998 : 
  - « Ben Vautier », Guy Bleus' E-Mail-Art Archives, Centre d'arts visuels, Hasselt, Belgique
  - « L’air de rien », galerie Lara Vincy, Paris, France
- 2000 : « La pagaille gagne du terrain », galerie Lara Vincy, Paris, France
- 2001 : « Je cherche la vérité », MAMAC, Nice, France
- 2002 :
  - « Nichts ! », Ludwig Museum, Koblenz, Allemagne
  - « La chambre du philosophe », galerie Lara Vincy, Paris, France
- 2003 : « Ben biz'art bazart », Galerie Daniel Templon, Paris, France ; Ben’Biz’art Baz’art, Musée de l’Objet, Blois, France
- 2004 : « J’ai rêvé », Musée d’art et de Provence, Grasse, France
- 2005 : « Pas de peuple sans sa langue », Espace Culturel Port Lympia, Nice, France
- 2006 : « Les limites de la photo », Musée André Villers, Mougins, France ; Je suis nul en céramique, Musée de la Poterie, Vallauris, France
- 2007 :
  - « Ben exagère », Consulat Suisse, Marseille, France
  - « Qu'est-ce que l'art ? », galerie Lara Vincy, Paris, France
- 2008 : « L'art est partout », Espace Villeglé, Saint Gratien, France ; Quien es Ben ?, Rétrospective Musée Vostel, Malpartida, Espagne
- 2009 : « Ils se sont tous suicidés », Galerie Daniel Templon, Paris, France
- 2010 :
  - « Rétrospective Strip-tease intégral », Musée d'Art Contemporain, Lyon, France
  - « L'art contemporain me fait rire », galerie Lara Vincy, Paris, France
- 2011 : « Et après ça ? », Musée de Louviers, France ; De quoi avez-vous peur ?, Espace Courant d’art, Chevenez, Suisse ; Suspense au Windsor, Hôtel Windsor, Nice, France ; Soyez réaliste, demandez l'impossible, Croix Baragnon, Toulouse, France
- 2012 : « Je ne suis pas fou », galerie Lara Vincy, Paris, France
- 2013 :
  - « Ben Vautier », Galerie Marlborough, Monaco
  - « C'est quoi la culture ? », galerie Lara Vincy, Paris, France
- 2014 : « La théorie de l’ego », Galerie Daniel Templon, Paris, France
- 2015 : « Il faut en rire ? », Musée Yves Brayer, Les Baux-de-Provence, France
- 2016 :
  - « Tout est art ? Ben au Musée Maillol », Musée Maillol, Paris, France
  - « C'est le foutoir », galerie Lara Vincy, Paris, France
- 2018 : « On peut le faire », La Fondation du doute, Blois, France
- 2019 : « Quelle est la question ? », galerie Lara Vincy, Paris, France
- 2020 : « Être libre », Domaine Départemental de Chamarande, Chamarande, France
- 2023 : Rien d'impossible, Villers-lès-nancy, France.
- 2023-2024 : "on est tous fous", Musée d'Art Naif Anatole Jakovsky, Nice

## Pour approfondir

### Filmographie
- Benjamin Vautier (Ben) vu par Albert Chubac, film de Raoul Robecchi, 2001.